# جغرافيا زيمبابوي

خريطة زيمبابوي.

زيمبابوي بلد غير ساحلي في جنوب قارة أفريقيا، وتقع فلكياً بين خطي عرض 15° و23° جنوباً، وخطي طول 25° و34° شرقاً. تظهر التضاريس العامة للبلاد بشكل عام مرتفعة عن سطح البحر في معظم مناطقها، خاصة الهضبة الوسطى التي تمتد من الجنوب الغربي إلى الشمال الغربي على ارتفاعات تتراوح بين 1,200 و 1,600 متر. تظهر المرتفعات الجبلية في شرق البلاد مع وجود أعلى نقطة بها وهي قمة جبل نيانجاني الذي يبلغ ارتفاعه 2,592 متر. ويظهر في 20% من مساحة زيمبابوي واحات منخفضة تحت 900 متر تحت سطح البحر حيث تقع شلالات فيكتوريا، وهي واحدة من أكبر شلالات العالم، وتقع شمال غرب البلاد كجزء من نهر الزمبيزي. المناخ العام في زيمبابوي هو المناخ الاستوائي مع بداية موسم الأمطار من أواخر شهر أكتوبر حتى شهر مارس، ويعتدل المُناخ بشكل عام في المناطق المرتفعة، وبشكل عام تواجه زيمبابوي حالات من الجفاف المتكررة؛ وتهب العواصف الشديدة على أنحاء البلاد.

## النباتات والحيوانات

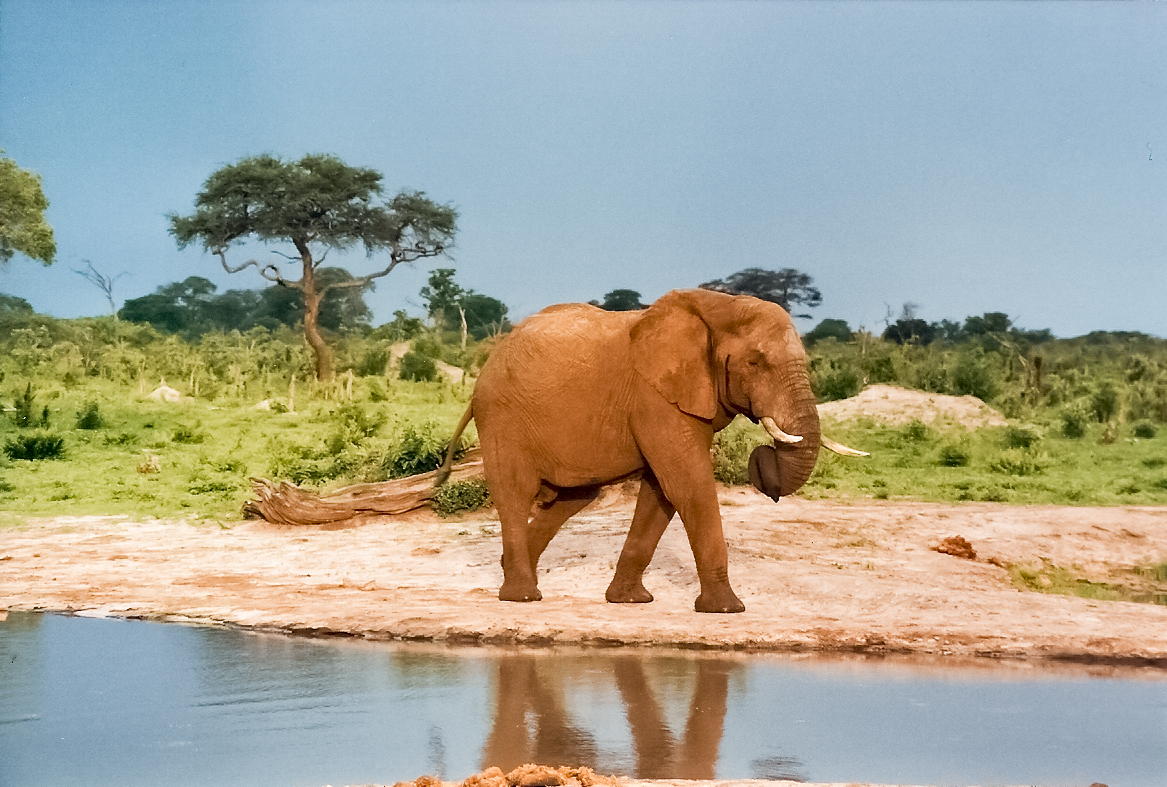
فيل في حديقة هوانغي الوطنية.

تقع معظم زيمبابوي في نطاق السافانا، إلا في مناطق من شرق البلاد ذات المناخ الرطب الجبلي الذي يظهر فيها نباتات استوائية دائمة الخضرة وغابات من الخشب الصلد كأشجار الماههوجني والساج والباوباب والمساسا والكنوبثورن، ومن الشجيرات والزهور مثل الكركديه وزنبق النكبوت والقرفة.
هناك حوالي 350 نوعاً من الثدييات في زيمبابوي. هناك أيضاً العديد من الثعابين والسحالي وأكثر من 500 نوعاً من الطيور، و131 نوع من الأسماك.

## القضايا البيئية
تغطي الغابات أجزاء كبيرة من زيمبابوي التي توفر حياة برية جيدة. ولكن مع تفشي الفقر بين السكان و النمو السكاني المتزايد ونقص الوقود مما أدى إلى إزالة الغابات على نطاق واسع بجانب انتشار الصيد الجائر الغير المشروع مما ساهم في تقلص مساحة الحياة البريّة في البلاد وتآكل وتدهور الأراضي مما قللت من نسبة من التربة الخصبة الصالحة للزراعة.
تعتمد زيمبابوي على الطاقة الكهرومائية كمصدر أساسي للطاقة، ولذلك تعتمد اعتماداً كبيراً على موزمبيق المجاورة ودول مجاورة أخرى، ولكن بسبب تراكم الديون على زيمبابوي؛ خفضت موزمبيق حجم التيار الكهربائي الواصل منها إلى زيمبابوي، ليبدأ بعد ذلك توفير الكهرباء للمناطق الحضرية فقط لمدة ثلاثة أيام من كل أسبوع، وبالتالي زادت نسبة إزالة الغابات من قِبَل السكان لإستخدامهم الخشب والحطب كوقود بجانب عدم وجود كهرباء من الأساس في المناطق الريفية قبل ظهور هذه المشكلة. وعلى الرغم من كل هذا، صُنفت زيمبابوي بجانب مالطة على أنهما من أفضل البلدان من حيث المناخ المناسب للعيش من قبل الإنسان.